# Noren

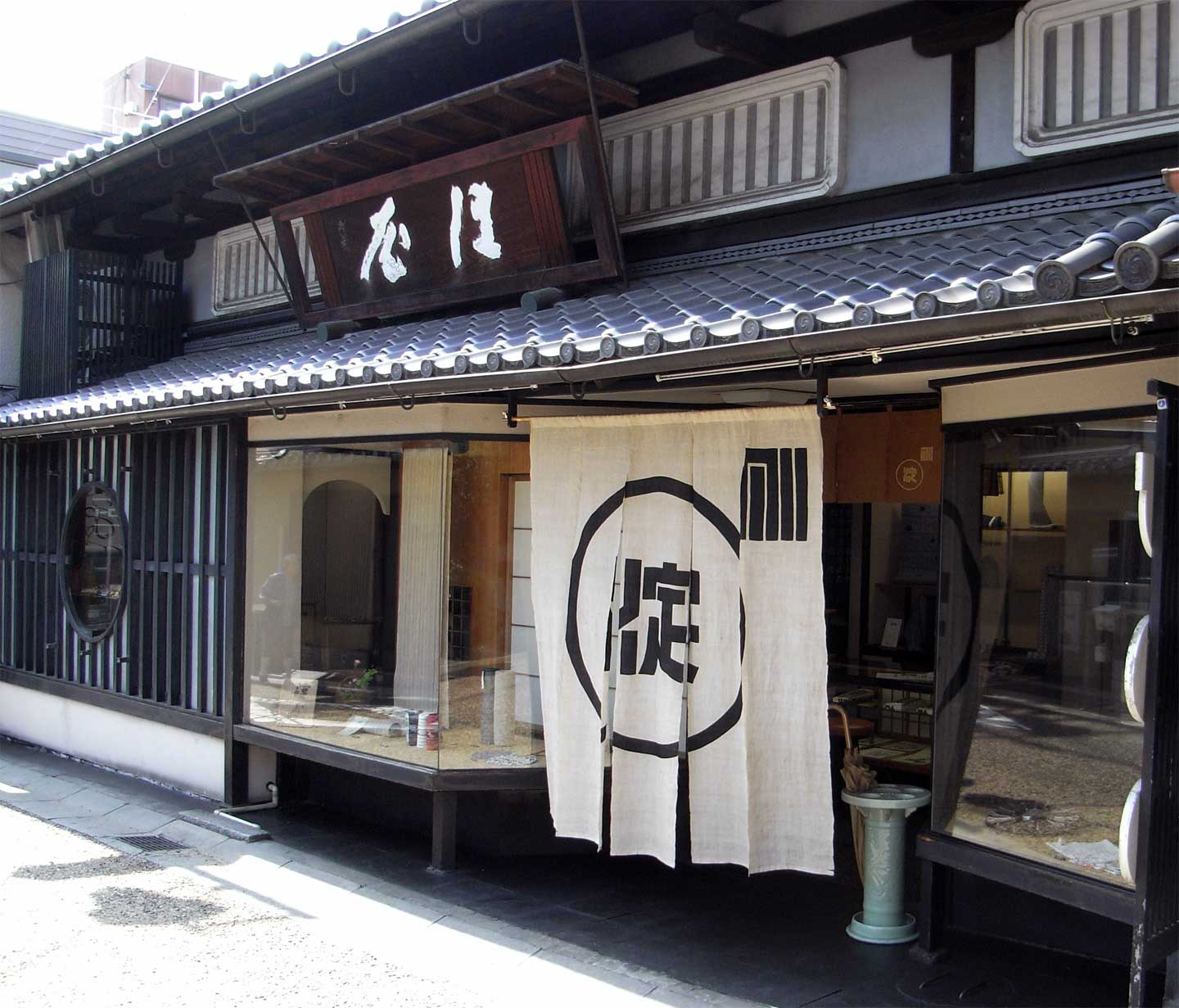
Một tiệm vải truyền thống tại Nara có treo noren trước lối vào

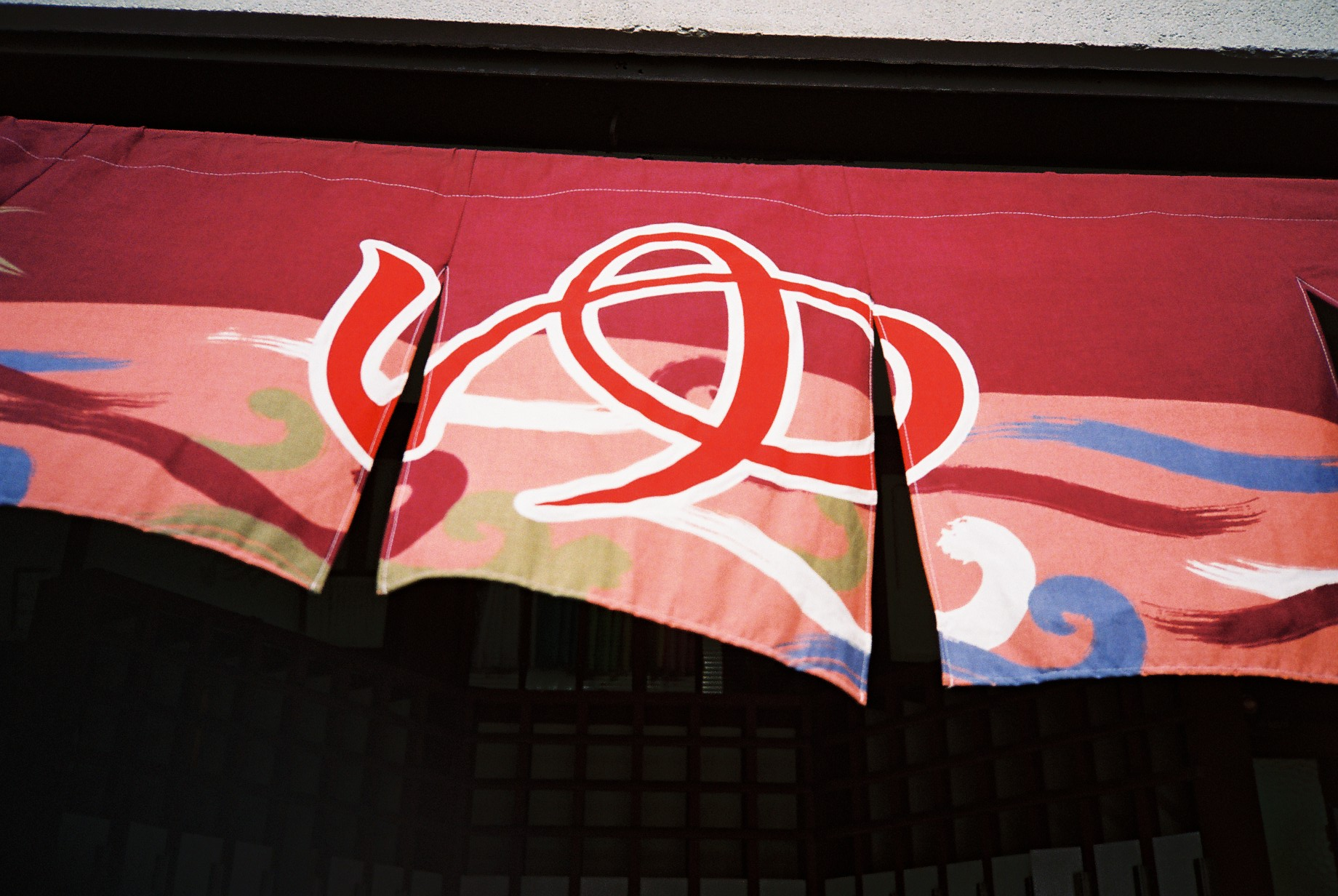
Noren với ký hiệu ゆ cho biết đây là nhà tắm

Noren (暖簾) là một tấm rèm ngăn truyền thống của Nhật Bản, được treo trước phòng, trên tường, tại lối ra vào cửa chính hay trên cửa sổ. Norem thường có một hay nhiều vết cắt dọc từ mép dưới của tấm noren tới gần đến mép trên. Khe hở giữa noren giúp người bên ngoài có thể nhìn thấy một phần không gian phía sau và đi qua. Noren có hình chữ nhật và có thể được may từ nhiều chất liệu vải với kích cỡ, màu sắc và hoa văn, hoạ tiết cũng khác nhau.

## Trong các ngôi nhà
Noren ban đầu được dùng để cản gió, bụi và mưa vào nhà, cũng như giữ ấm trong nhà vào mùa lạnh và che nắng trong những ngày mùa hè. Chúng cũng có thể được sử dụng cho mục đích trang trí hoặc ngăn cách phòng thành hai không gian riêng biệt.

## Trong các cơ sở kinh doanh
Theo truyền thống, noren phía ngoài cửa tiệm được dùng để che nắng, cản gió và bụi, cũng như là không gian dùng để quảng cáo, ghi tên và logo, biểu tượng cửa tiệm. Tên gọi thường được viết bằng tiếng Nhật, chủ yếu là kanji, nhưng có thể là các gia huy hay mon, các biểu tượng chữ lồng hoặc thiết kế trừu tượng. Các thiết kế noren nói chung đều mang tính truyền thống để bổ trợ cho liên hệ của nó với các cơ sở truyền thống, nhưng cũng có các thiết kế mang tính tân thời hơn. Noren treo trong nhà thường được dùng để phân cách khu vực nhà hàng với các khu vực bếp hay chế biến, điều này cũng giúp ngăn khói và mùi thoát ra từ các khu vực này.
Vì noren thường đi kèm tên hoặc biểu trưng của cửa tiệm, chữ tiếng Nhật ghi trên noren cũng có thể nhắc tới giá trị thương hiệu của công ty đó. Đáng chú ý nhất, trong ngành kế toán của Nhật Bản, từ noren được dùng để mô tả lợi thế thương mại của một công ty sau một thương vụ mua lại.
Sentō (nhà tắm công cộng) cũng luôn treo noren trước lối vào, thường là màu xanh dương cho nam và đỏ cho nữ, có kèm chữ kanji 湯 (yu, nước nóng) hay đơn giản là ký tự hiragana ゆ mang nghĩa tương ứng. Noren cũng được treo trước lối vào cửa tiệm như một dấu hiệu cho biết cửa tiệm đang mở cửa, và chúng luôn được tháo xuống khi đóng cửa cuối ngày.